# T-key
Ángel Fernández Heredia (Barcelona, 25 de mayo de 1987), más conocido por su nombre artístico T-key, es un cantante R&B. Es reconocido por ser uno de los pocos cantantes de R&B español y realizar colaboraciones con ZPU.

## Biografía
Su primera aparición musical fue en 2008 con el grupo Malafama Squad con su tercera maqueta titulada Fresh, donde produjo varias canciones, todas ellas grabadas por ZPU y mezcladas y masterizadas por Soma.
En 2009 colabora con Ambkor en el disco "Un año bajo la lluvia" en el cual también participa ZPU
En 2010 inicia su carrera en solitario con su trabajo llamado "Aunque me cueste" donde cuenta con la colaboración de  ZPU, Soma, Miya y Ambkor. Todos los temas han sido grabados por ZPU y masterizados por Soma en Lebuqe Studios, las producciones corren a cargo de Soma, el americano Slantize y el propio T-key.
También publicó en 2010 "Wound of love" en el disco 100% Black Vol. 13
En 2011 colabora con Ambkor en su disco "Sueña que no estas triste" y además junto a SHÉ en su disco "La historia de mi vida"
En 2012 colabora con Endecah y Porta en el disco "Sencillo".
En 2013 colabora con Nixso en su disco "Sonrisas que guardo"
En 2014  presenta el videoclip oficial de su nuevo single "Contando los minutos" junto a Samy